# Mariä Heimsuchung (Wadgassen)

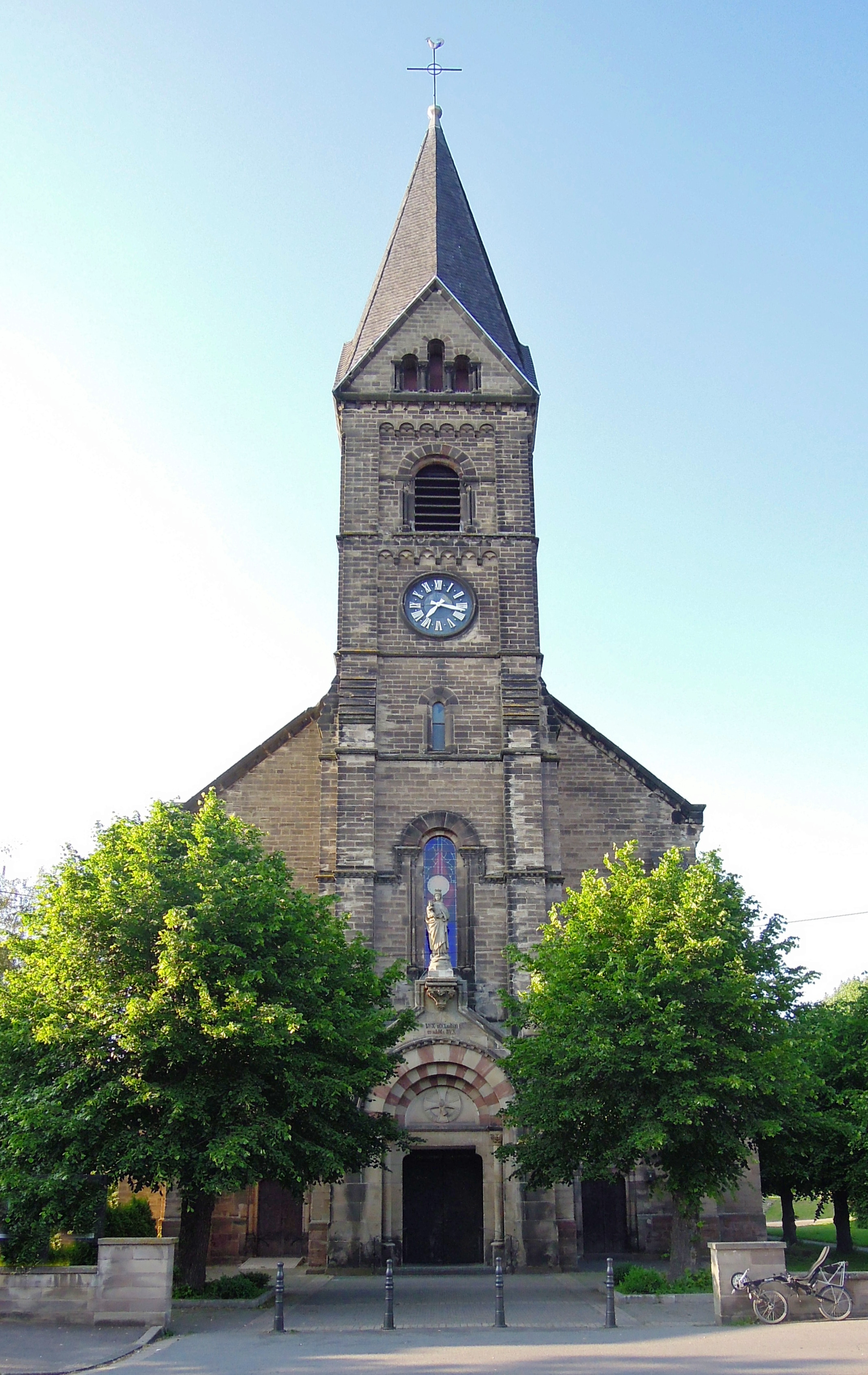
Die katholische Pfarrkirche Mariä Heimsuchung in Wadgassen

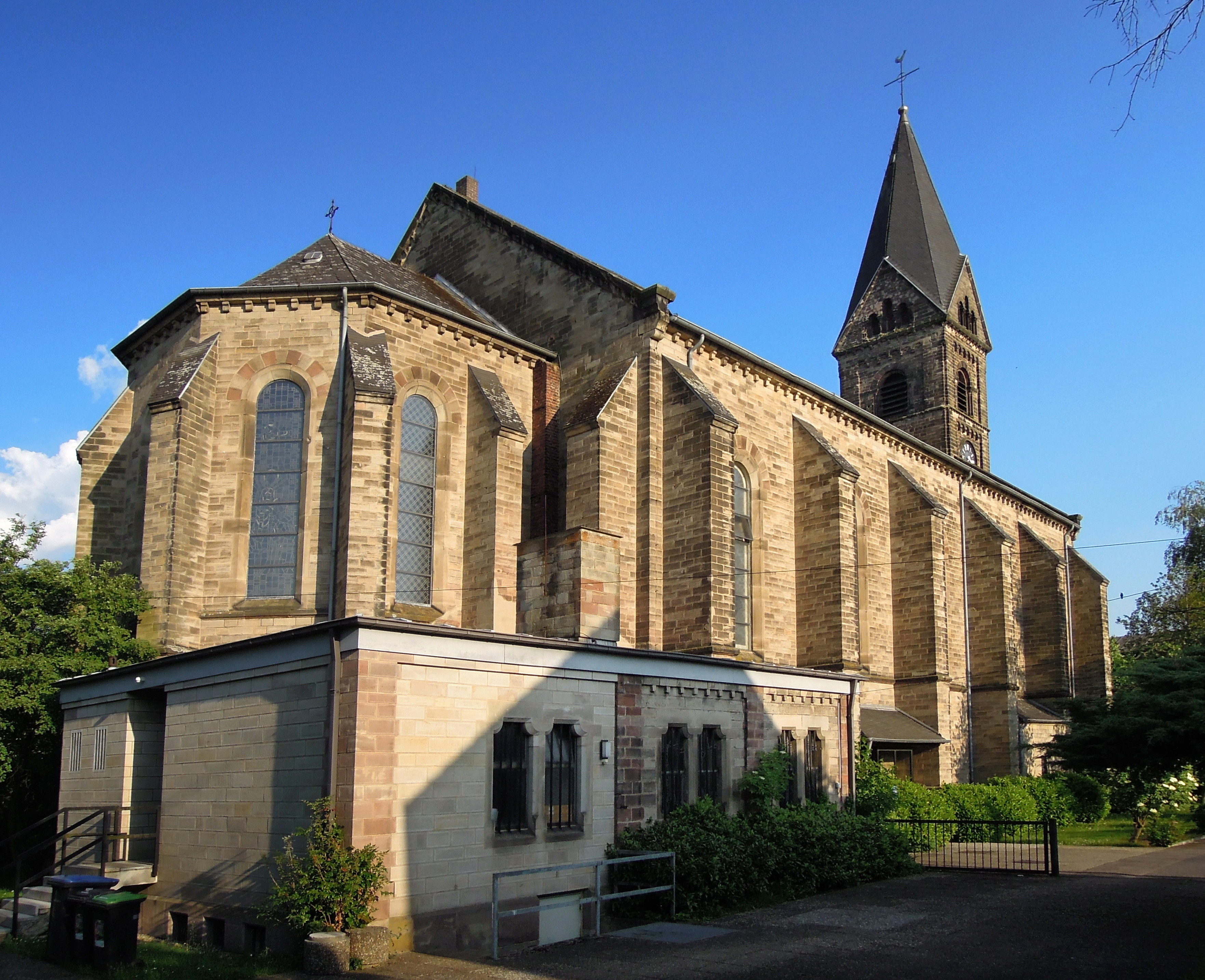
Weitere Ansicht der Kirche

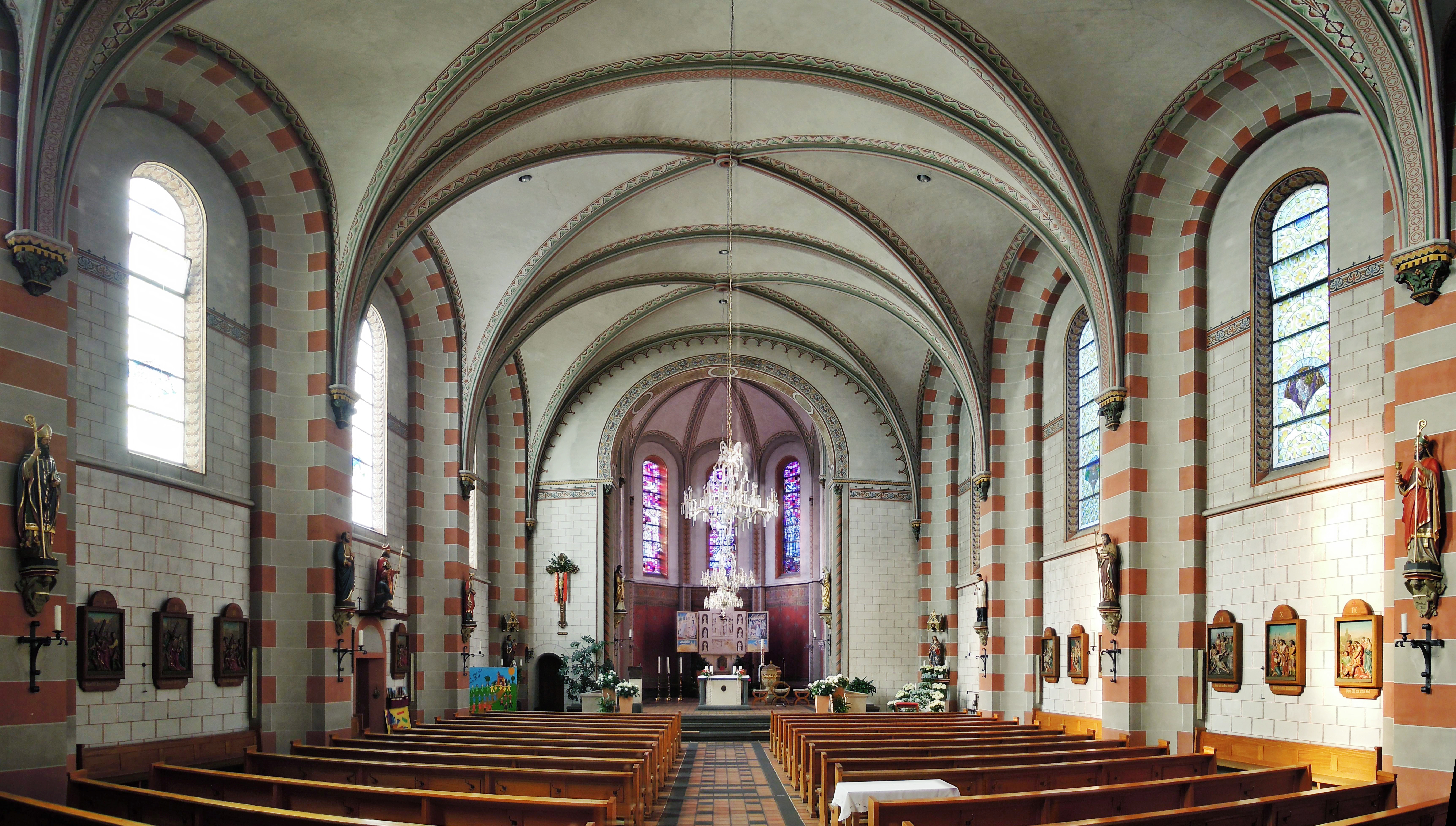
Blick ins Innere der Kirche

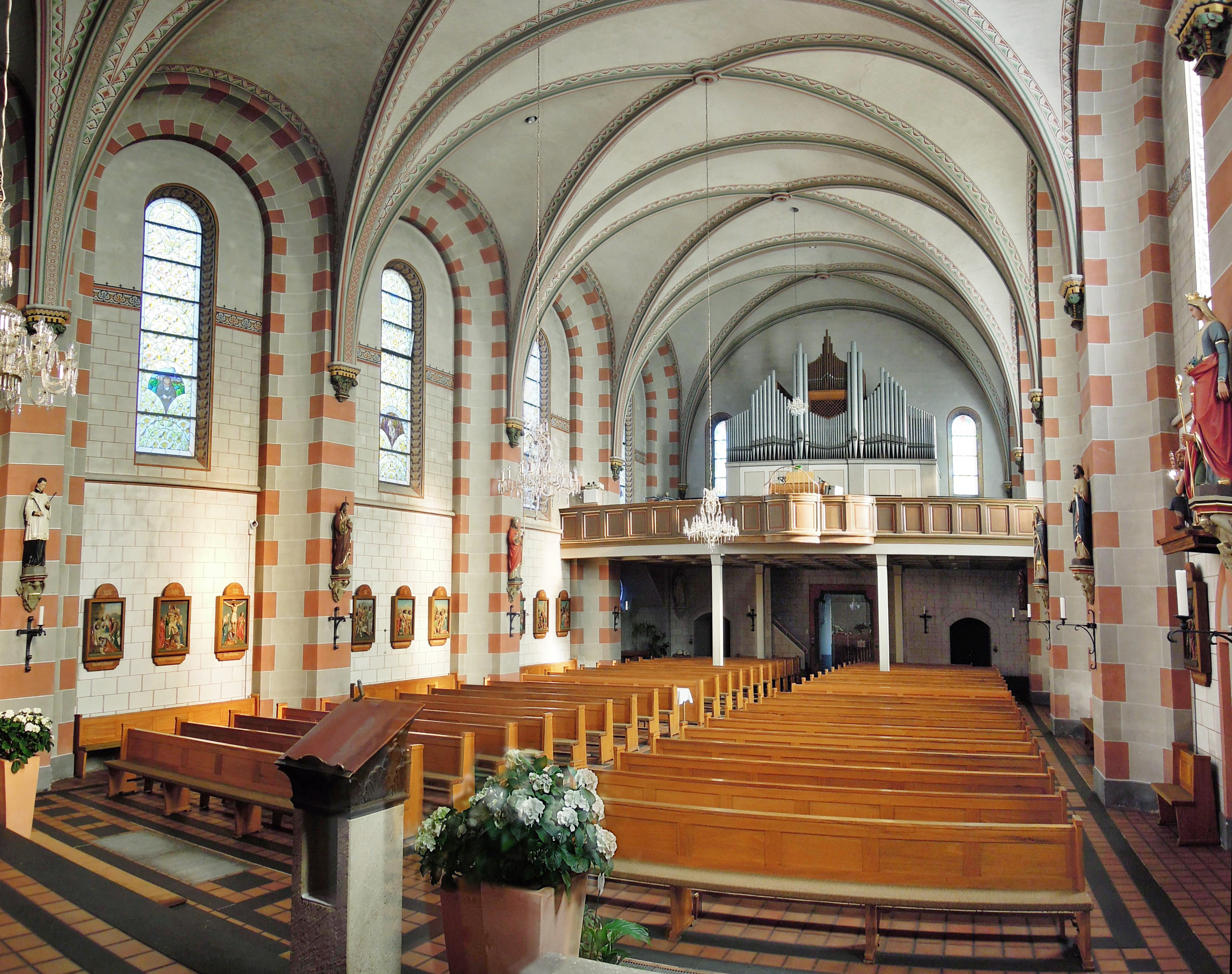
Blick zur Orgelempore

Die Kirche Mariä Heimsuchung ist eine katholische Pfarrkirche in Wadgassen an der Saar, Landkreis Saarlouis. Sie ist der Geschichte aus dem Marienleben von der Begegnung Marias mit Elisabet, der Mutter Johannes’ des Täufers gewidmet. Patrozinium ist das Fest Mariä Heimsuchung (Visitatio Mariæ) am 31. Mai bzw. am 2. Juni. Das Marienpatrozinium der Pfarrkirche ist eine Weiterführung des Marienpatroziniums der ehemaligen Abteikirche Wadgassen, die im Jahr 1135 gegründet und im Gefolge der Französischen Revolution aufgehoben worden war. In der Denkmalliste des Saarlandes ist die Pfarrkirche als Einzeldenkmal aufgeführt. Die Kirche ist dem Bistum Trier zugeordnet.

## Geschichte
Die in der Zeit zwischen 1080 und 1135 geweihte sogenannte Oberkirche mit dem Patrozinium des heiligen Nikolaus von Myra war die Pfarrkirche von Wadgassen. Das Gebäude war etwa 50 Fuß lang und 20 Fuß breit. Auf dem Stich des Wadgassener Klosters von 1736 ist sie als kleine Kirche mit rechteckig eingezogenem Chor und eingebautem Turm mit Rhombendach am Ende des Klostergartens dargestellt. Wegen Baufälligkeit wurde diese Nikolauskirche abgebrochen und ihr Baumaterial zum Bau von Häusern in der Festungsstadt Saarlouis benutzt. Auf den Grundmauern der alten Pfarrkirche wurde 1806 ein Neubau errichtet. Dieser Neubau wurde im Zusammenhang mit dem Bau der heutigen neoromanischen Kirche von 1882 abgebrochen.
Da nach der Zerstörung der traditionsreichen Abtei Wadgassen mit ihrer Marienkirche in der Französischen Revolution Wadgassen jahrzehntelang ohne repräsentativen Sakralbau geblieben war, fasste am 8. Januar 1865 der Kirchenrat unter Pfarrer Bartz den Beschluss, in Wadgassen eine neue Pfarrkirche zu errichten. Wegen des ab 1872 beginnenden Kulturkampfs in Preußen wurden sämtliche finanziellen Unterstützungen für den Kirchenbau von Seiten des Staats eingestellt, sodass der Bau der Kirche zunächst nicht in die Tat umgesetzt werden konnte. Doch schon 1877 war durch Spendenaktionen der Baufonds so stark angewachsen, dass ein Kirchenneubau ohne größeres Risiko in Angriff genommen werden konnte.
Am 12. November 1877 wurde der aus Vianden stammende luxemburgische Staatsarchitekt Karl Arendt, der auch in Sulzbach/Saar und Großrosseln Kirchen erbaute, vom Wadgasser Kirchenvorstand mit der Planung und Bauleitung der neuen Pfarrkirche beauftragt. Der erste Spatenstich erfolgte am 24. Juni 1880, am 29. Juli 1880 legte Pfarrer Thielen den ersten Eckstein des Kirchturms, und am 26. September 1880 kam es zur feierlichen Grundsteinlegung durch Pfarrer Bartz aus Merl. Im Sommer 1881 wurde bei gutem Bauwetter der Rohbau der Kirche unter Dach gebracht. Im Frühjahr 1882 zog man die Gewölbe ein und verlegte die Fußbodenfliesen.
Am 8. September 1882 wurde der feierliche Einzug in die fertiggestellte Kirche begangen, und zwei Tage später, am 10. September 1882, segnete sie Heinrich Feiten ein. Die 2,30 m hohe Marienstatue des Turmwimpergs, ein Werk des Bildhauers Loser aus St. Johann (Saar), wurde am 29. Juni 1883 aufgestellt. Im Jahr 1893 malte der Wallerfanger Kirchenmaler Froehlich das Kircheninnere aus, 1894 baute das Saarlouiser Uhrmacherunternehmen Flesch eine Kirchturmuhr mit drei Zifferblättern ein.
In den Monaten Mai und Juni des Jahres 1902 kam es zu ersten größeren baulichen Veränderungen am Kirchengebäude. Der Bauunternehmer Adam aus Mechern baute zwei Nebenportale mit darüber liegenden Fenstern in die Vorderfront der Kirche ein. Im Jahr 1908 wurde das Kircheninnere neu ausgemalt. Ein neuer Hochaltar mit Tabernakel wurde 1910 aufgestellt. Im Jahr 1913 erhielt die Apsis drei neue Farbverglasungen aus der Werkstatt Binsfeld in Trier.
Während des Zweiten Weltkriegs wurden am 19. April 1940 Fenster und Dach der Kirche beschädigt. Weiteren Schaden erlitt die Kirche am 23. März 1945, als die Sakristei und das Dach des Chors ausbrannten. Zu Beginn der 1950er Jahre wurden die Kriegsschäden beseitigt. So lieferte im Jahr 1951 die Trierer Werkstatt Binsfeld fünf neue Apsisfenster, und im gleichen Jahr malte Franz Schilling aus München für die Rückwand des Chors drei querrechteckige Bilder mit Szenen aus dem Marienleben (Verkündigung der Geburt Jesu, Mariä Heimsuchung, Geburt Jesu), nachdem der Aufbau des neoromanischen Hochaltars beseitigt worden war. Zwei Jahre später, im Jahr 1953, lieferte Franz Schilling einen auf Eichenplatten gemalten Kreuzweg.
Von 1963 bis 1964 erfolgte im Inneren der Kirche ein Umbau nach den Vorgaben des Zweiten Vatikanischen Konzils. So fertigte die Wadgasser Werkstatt Hirschauer im Jahr 1964 einen neuen Altar im Stil der Zeit, der die bisher noch vorhandene neoromanische Mensa ersetzte. Der alte Kreuzweg wurde restauriert und in der Kirche installiert. Dabei wurden zwei Stationen, die im Zweiten Weltkrieg zerstört worden waren, neu angefertigt. Doch schon im März 1969 wurde wiederum ein neuer Kreuzweg in der Kirche angebracht, der jedoch im Gefolge der Renovierung ab 1980 durch den renovierten alten ersetzt wurde.
Anlässlich des 100-jährigen Bestehens der Kirche begannen im Juni 1980 Renovierungsmaßnahmen, bei denen u. a. eine Umgestaltung des Altarraums erfolgte. Im Gefolge der Baumaßnahmen legte man einen Seiteneingang zur Gartenstraße hin an. Im Jahr 1982 beauftragen der Pfarrgemeinderat und der Verwaltungsrat den Maler und Bildhauer Theo Heiermann in Köln mit der künstlerischen Gestaltung des Chorraums. Heiermann fertigte einen neuen Altar, ein Sakramentshaus sowie einen neuen Ambo. Am 22. April 1989 weihte Alfred Kleinermeilert den Altar.
Im Jahr 2008 wurde die 1,5 Tonnen schwere und teilweise stark verwitterte Marienstatue über dem Portal der Kirche von Olaf Pung in Thür in der Eifel restauriert. Die 15.000 € teure Restaurierung wurde durch Spenden der Gemeindemitglieder finanziert.
Von 2009 bis 2010 erhielt das Kirchenschiff neue Fenster nach Entwürfen des Kölner Künstlers Clemens Hillebrand; sie wurden wiederum von der Trierer Werkstatt Binsfeld ausgeführt. Der größte Teil der Fläche der großen Fenster an den Seitenwänden des Kirchenschiffs wird durch Rundbögen gegliedert, die sich an der neoromanischen Gestaltung der Wadgasser Kirche orientieren. Diese Bögen sind durch geometrische oder florale Ornamentik verziert, die im Wesentlichen in Ockergelb- und Weißtönen gehalten sind. Im oberen Bereich der Fenster erscheinen Medaillons, die sich auf die Anrufungen Mariens in der Lauretanischen Litanei beziehen. Im unteren Teil der Fenster sind im Wechsel biblische Darstellungen und Heilige der Moderne (Edith Stein, Pater Pio, Papst Johannes XXIII., Mutter Rosa) abgebildet. Da die Szenen der über der Empore befindlichen Fenster von unten nicht einsehbar sind und die Empore nicht immer zugänglich ist, wurden deren Motive in den runden Fenstern unter der Empore noch einmal aufgegriffen. Im Zuge des Einbaus der neuen Fenster erhielten auch die bisherigen Chorfenster eine äußere Schutzverglasung. Das Fenster hinter der Marienstatue über dem Portal wurde ebenfalls farbig gestaltet und wird nachts hinterleuchtet.

## Architektur

### Äußeres
Der fünfjochige Saal mit mittig vorgestelltem Kirchturm endet in einem eingezogenen und in Bezug auf die Gewölbehöhe des Schiffes abgesetzten Chor. Der steinsichtige Sakralbau wurde in neoromanischen Formen rheinischer Prägung gestaltet. Unterhalb der hohen Rundbogenfenster umläuft den gesamten Bau ein Gesims, das den hohen Sockelbereich begrenzt und optisch die einzelnen Bauteile zusammenfasst. Die Fenstergewände sind durch große Werksteine mit den aus kleineren Werksteinen bestehenden Außenwandflächen verbunden. Verwendet wurden hellockerfarbene und rötliche Sandsteine. Bei den Überfangbögen der Rundbogenfenster wechseln sich beide Sandsteinfarben miteinander ab. Das Traufgesims ist als Konsolgesims gestaltet. Die insgesamt sparsame Bauzier ist an der dreiteilig gegliederten Turmfassade am reichlichsten. Der Innenraum ist durch ein Stufenportal mit zwei eingestellten Säulen am Fuß des Turmes erschlossen. Der Türsturz wird von Konsolsteinen getragen. Das Bogenfeld des Portals zeigt ein Kreuzrelief in einem schlichten Kranzband. Zentrum des Kreuzes bildet eine Segenshand. Das Bogenfeld ist von einem dreifach gestuften Bogen in typisch romanischem Farbwechsel der Keilsteine überfangen. Ein einfacher Klötzchenfries schließt den Bogen nach oben ab. An der Spitze einer wimpergartigen Überhöhung des Bogens ist auf einer blattverzierten Konsole eine Statue der Jungfrau Maria mit dem Jesuskind auf ihrem rechten Arm aufgestellt. Die unterhalb der Statue eingemeißelte Inschrift lautet: „Lux ecclesiae et alma dux“ (deutsche Übersetzung: Licht der Kirche und nährende Führerin). Die großgeschriebenen Buchstaben ergeben als Zahlwerte addiert die Jahreszahl 1881.
Der siebengeschossige Kirchturm ist durch unterschiedlich ausgestaltete Gesimse gegliedert, die sich teilweise um die Strebepfeiler verkröpfen. Ab den Freigeschossen des Turmes sind die Kanten durch Lisenen eingefasst, die durch geschossabschließende Rundbogenfriese miteinander verbunden sind. Das Glockengeschoss hat an allen vier Seiten große Rundbogenfenster mit eingestellten Säulchen. Darüber erheben sich jeweils Giebel, die durch zur Mitte aufsteigende Drillingsfenster geöffnet sind. Der schiefergedeckte Spitzhelm ist oktogonal. Die später hinzugefügten Seitenportale gleichen in ihrem Aufbau, jedoch in reduzierter Bauzier, dem Turmportal.

### Inneres
Der weite Kirchensaal ist von einem vierteiligen Kreuzrippengewölbe überspannt, das sich über blattverzierten Wandkonsolen erhebt. Die Wände sind nischenartig durch konkav gekehlte Wandpfeiler mit passenden Schildbögen gegliedert, sodass die Rundbogenfenster optisch zurücktreten und der Eindruck eines zweischichtigen Wandaufbaues entsteht. Wie an der Außenfassade verläuft auch im Inneren unterhalb der Fenster ein Gesims. Runddienste betonen den Chorbogen. Die Gewölberippen des Apsisbereiches liegen ebenfalls auf Runddiensten auf.

## Orgel
Der Auftrag für eine erste Orgel ging im Jahr 1889 an die Orgelbaumanufaktur Dalstein und Haerpfer in Bolchen. Die aktuelle Orgel der Kirche wurde 1961 von dem gleichen lothringischen Unternehmen erbaut. Das Kegelladen-Instrument verfügt über 34 Register, verteilt auf 3 Manuale und Pedal. Die Spieltraktur ist elektropneumatisch, die Registertraktur ist elektrisch. Die Disposition lautet wie folgt:
| I Hauptwerk C–g3 |            |          |
| 1.               | Quintade   | 16′      |
| 2.               | Prinzipal  | 8′       |
| 3.               | Gedackt    | 8′       |
| 4.               | Prästant   | 4′       |
| 5.               | Spitzflöte | 4′       |
| 6.               | Oktave     | 2′       |
| 7.               | Cornet V   | 8′ ab g0 |
| 8.               | Mixtur IV  | 1 ⁄3′    |
| 9.               | Trompete   | 8′       |

| II Schwellwerk C–g3 |              |        |
| 10.                 | Engprinzipal | 8′     |
| 11.                 | Viola        | 8′     |
| 12.                 | Unda maris   | 8′     |
| 13.                 | Rohrflöte    | 8′     |
| 14.                 | Prinzipal    | 4′     |
| 15.                 | Nasat        | 2 ⁄3′  |
| 16.                 | Nachthorn    | 2′     |
| 17.                 | Terz         | 1 3⁄5′ |
| 18.                 | Piccolo      | 1′     |
| 19.                 | Zimbel III   | 1′     |
| 20.                 | Trompete     | 8′     |
| 21.                 | Clairon      | 4′     |
|                     | Tremulant    |        |

| III Brustwerk C–g3 |             |        |
| 22.                | Koppelflöte | 8′     |
| 23.                | Prinzipal   | 4′     |
| 24.                | Prinzipal   | 2′     |
| 25.                | Terzian II  | 1 3⁄5′ |
| 26.                | Krummhorn   | 8′     |

| Pedal C–f1 |              |     |
| 27.        | Prinzipalbaß | 16′ |
| 28.        | Subbaß       | 16′ |
| 29.        | Oktavbaß     | 8′  |
| 30.        | Gedecktbaß   | 8′  |
| 31.        | Prinzipal    | 4′  |
| 32.        | Flöte        | 2′  |
| 33.        | Mixtur III   | 2′  |
| 34.        | Posaune      | 16′ |

- Koppeln:
  - Normalkoppeln: Normalkoppeln als Pistons
  - Suboktavkoppeln: II/I
  - Superoktavkoppeln: II/I
- Spielhilfen: 2 freie Kombinationen, 2 feste Kombinationen, Zungen ab, Crescendotritt

## Glocken
Vor 1883 besaß die Pfarrei ein aus zwei Glocken bestehendes Geläut. Am 9. September 1883 wurde es um eine neue Glocke mit dem Schlagton f ergänzt. Die alte Glocke in h wurde auf den Ton a umgegossen, die Glocke in g blieb unverändert. Während des Ersten Weltkrieges wurden 1916 die beiden größten Glocken zu Kriegszwecken beschlagnahmt. Am 2. März 1921 bestellte die Pfarrei bei der Glockengießerei Mabilon (Saarburg) zwei neue Glocken, die Dechant Subtil aus Saarlouis am 12. Juni 1921 weihte. Die große Glocke in f wog 900 kg, die kleine 600 kg. Am 16. Oktober 1952 erhielt die Kirche zwei neue Glocken in e (1000 kg) und g (550 kg), die vom Bahnhof Bous mit einem Lastwagen nach Wadgassen gebracht und dort in einer Prozession zur Kirche geleitet wurden.
Am 15. Oktober 2005 wurde ein neues Geläut, bestehend aus fünf Bronzeglocken, gegossen von Glockengießerei Hermann Schmitt & Söhne (Brockscheid), am Ortseingang von Wadgassen in Empfang genommen und in feierlicher Prozession zur Kirche gebracht. Das neue Geläut hat die Tonfolge des, f, as, b, des und gibt damit das Salve-Regina-Motiv wieder. Die Daten der Glocken lauten wie folgt:
| Nr. | Name              | Nominal (16tel) | Gewicht (kg) | Durchmesser (cm) | Inschrift |
| 1   | Marienglocke      | des1 –2         | 2045         | 147              | „Maria breit den Mantel aus, mach Schirm und Schild für uns daraus. Lass uns darunter sicher stehn, bis alle Stürm vorübergehn. Patronin voller Güte uns allezeit behüte!“ |
| 2   | Franziskusglocke  | f1 –1           | 1045         | 121              | „O Franziskus, du Vater der Armen und Bruder aller Menschen! Stärke unsere Ordenschristen, uns laß uns alle in Glauben, Demut und Einfachheit unseren Lebensweg gehen und so Christus in dieser Welt sichtbar machen!“ |
| 3   | Frauenglocke      | as1 ±0          | 728          | 104              | „An zwei heilige Frauen erinnere ich, wenn ich läute, und rufe sie um ihre Fürsprache an: Der heiligen Mutter Anna empfehle ich alle Mütter in unserer Pfarrei, und die heilige Märtyrerin Barbara bitte ich, unseren Berg- und Hüttenleuten und allen Arbeitern beizustehen!“ |
| 4   | Wolframglocke     | b1 +1           | 505          | 93               | „St. Wolfram, Abt mit Hirtenstab, wend von uns alles Unheil ab! Halt stets in uns den Glauben wach, den du nach Wadgassen gebracht! Stift uns zum Christenzeugnis an, wie deine Mönche es getan!“ |
| 5   | Schutzengelglocke | des2 +3         | 422          | 85               | „O Engel rein, o Schützer mein, du Führer meiner Seele. Lass mich dir anbefohlen sein, dass ich vor Gott nicht fehle! Trag mein Gebet zu Gottes Thron, gib deinen Schutz den Kindern, dass sie durch Jesus, Gottes Sohn, den Weg zum Vater finden! Ich wurde unter Pastor Volker Teklik, am 21. Mai 2005 auf dem Glockenberg in Wadgassen von Hermann Schmitt & Söhne, Brockscheid, gegossen.“ |